# Jauhienij Rouba
Jauhienij Alaksiejewicz Rouba (biał. Яўгеній Аляксеевіч Роўба; ros. Евгений Алексеевич Ровба, Jewgienij Aleksiejewicz Rowba, ur. 1 stycznia 1949) – białoruski matematyk i fizyk, od 2005 rektor Grodzieńskiego Uniwersytetu Państwowego im. Janki Kupały.

## Życiorys
W 1971 ukończył z wyróżnieniem studia na Wydziale Matematyki Białoruskiego Uniwersytetu Państwowego im. Włodzimierza Lenina. Cztery lata później obronił dysertację kandydacką na temat niektórych zagadnień związanych z racjonalną aproksymacją. 
Od 1974 do 1979 pracował jako starszy wykładowca i docent kierujący Katedrą Matematyki Homelskiego Uniwersytetu Państwowego. W 1979 podjął pracę w Grodzieńskim Uniwersytecie Państwowym, gdzie od 1993 stał na czele Katedry Teorii Funkcji, Analizy Funkcjonalnej i Matematyki Stosowanej. 
Od 1986 do 1988 pracował jako konsultant Ministerstwa Oświaty na Kubie. 
W latach 1996–1998 pełnił funkcję dziekana grodzieńskiej filii Wydziału Specjalnego Biznesu i Technologii Informatycznych Białoruskiego Uniwersytetu Państwowego. 
Od 1988 do 2000 był również dyrektorem Instytutu Podwyższania Kwalifikacji i Przygotowania Pracowników Grodzieńskiego Uniwersytetu Państwowego. 
W 1999 uzyskał doktorat (według polskiej terminologii - habilitację) na podstawie rozprawy pt. Interpolacja i Szereg Fouriera w racjonalnej aproksymacji. wydanej dwa lata później w formie monografii. 
Na GUP im. Janki Kupały pełnił urząd zastępcy dziekana i dziekana Wydziału Matematyki oraz prorektora ds. studenckich. W latach 2000–2005 był pierwszym zastępcą rektora Uniwersytetu. W 2005 został mianowany przez prezydenta Łukaszenkę rektorem uczelni.